# Schlechtendalia
Schlechtendalia (лат.) — род тлей из подсемейства Eriosomatinae (Fordini). Восточная Азия (Китай).

## Описание
Мелкие насекомые, длина около 1 мм.
Тли рода Schlechtendalia ассоциированы с растениями рода Сумах из семейства Анакардиевые (Anacardiaceae, Rhus), в том числе с такими видами как Rhus punjabensis, Rhus potaninii). Род Schlechtendalia включён в состав трибы Fordini из подсемейства Eriosomatinae (или в в состав трибы Melaphidini из подсемейства Fordinae).
- Schlechtendalia (Pemphigidae, Fordinae, Melaphidini)
  - Schlechtendalia chinensis
  - Schlechtendalia peitan
- Виды, описанные как Meitanaphis
  - Meitanaphis elongallis Tsai & Tang
  - Meitanaphis flavogallis Tang
  - Meitanaphis microgallis Xiang